# Schizognathus lucidus
Schizognathus lucidus är en skalbaggsart som beskrevs av Ohaus 1904. Schizognathus lucidus ingår i släktet Schizognathus och familjen Rutelidae. Inga underarter finns listade i Catalogue of Life.